# Тетяна Логвін
Тетяна Логвін (нар. 25 серпня 1974 року, Запоріжжя, Українська РСР, СРСР) — австрійська гандболістка українського походження.

## Кар'єра
Тетяна Логвін 1990 року почала виступи у гандбольному клубі рідного міста «Мотор». За шість років вона, як правило, грала на позиції напівсереднього або крайнього гравця. Атакувальна гра, головним чином, була розрахована на неї, вона також вважалася відмінним гравцем, що забивав голи з семиметрової позначки.
Тетяна Логвін приїхала до Зюдштадта в 1997 році, щоб грати у складі тодішнього переможця серії Ліги чемпіонів Hypo Niederösterreich. У своєму першому сезоні в Австрії вона також виграла Лігу чемпіонів. Того ж року Тетяна Логвін прийняла австрійське громадянство і почала грати за національну збірну, яка посіла 4-е місце. Також у складі збірної грала на чемпіонаті Європи 1998 року в Нідерландах. У 1999 році вона була третьою з Австрією на чемпіонаті світу в Норвегії. Влітку 2000 року у складі національної збірної брала участь в Олімпійських іграх у Сіднеї.
У 2000 році Татьяна Логвін змогла вдруге виграти Лігу чемпіонів з Hypo Niederösterreich, після програшу у 1999 році від угорців Dunaferr SE лише в один гол. У фіналі вона змогла перемогти нижньоавстрійців у скандальній грі проти «Кометал Гьорче Петров» Скоп'є. Однак після цього титулу не вдалося досягнути жодної серйозної перемоги у міжнародному змаганні.
Влітку 2003 року Тетяна Логвін готується до майбутнього сезону з Hypo. На тренувальному таборі вона зникла без попередження, а наступного дня її представили як новачка у складі Крим Любляни. Словенці вийшли до фіналу в 2004 році, де Slagelse DT був змушений визнати поразку. Проте Тетяна Логвін повернулася до Hypo Niederösterreich під час зимової перерви 2004 року. Потім у період з 2006 по 2009 роки вона брала участь у данському першому дивізіоні, граючи у клубі Ольборг DH. З березня 2009 року до кінця сезону 2008/09 виступала за команду данського другого дивізіону TST Hjørring. У листопаді 2009 року Логвін підписала контракт з італійським клубом La Verde Vita Sassari. У сезоні 2010/11 років Логвін вирушила до данського третього дивізіону грати у складі «Вестхіммерланд».
Тетяна Логвін тренувала команду FFI Håndbold U18 з травня 2011 року. Вона також працювала тренером данського клубу третього дивізіону Vendsyssel Håndbold, материнським клубом якого є FFI Håndbold. Логвін працювала на тренерському місточку в Vendsyssel Håndbold до листопада 2012 року, з яким у 2012 році перейшла до другого вищого дивізіону. Потім Логвін повернулася до ігрової практики у складі «Вендсісселя» і пішла у відставку з посади тренера. У грудні 2012 року вона залишила «Вендсісель Хондбольд» і стала помічником тренера данського клубу першого дивізіону «Ольборг DH». Після того, як Ольборг DH звільнив свого тренера у квітні 2013 року, Логвін обійняла посаду тренера. У грудні 2017 року вона була призначена тренеркою німецького клубу другого дивізіону HL Buchholz 08-Rosengarten, від якого відмовилася через кілька місяців. У квітні 2018 року гандболістка очолила Sport-Union Neckarsulm . З сезону 2018/19 тренувала SV Union Halle-Neustadt . З літа 2020 року вона знову тренується в складі Sport-Union Neckarsulm.
Її дочка Крістіна також займається гандболом.

## Спортивні досягнення
Міжнародні:
- 2 × Ліга чемпіонів ЄГФ : 1998, 2000
- 1 × EHF Champions Trophy : 2004

Національні:
- 8 × Чемпіонка Австрії : 1998, 1999, 2000, 2001, 2002, 2003, 2005, 2006
- 8 × володарка Кубка Австрії : 1998, 1999, 2000, 2001, 2002, 2003, 2005, 2006
- 2 × чемпіонка Словенії : 2004, 2005
- 2 × володарка Кубка Словенії : 2004, 2005